# Vibrissina rafaela
Vibrissina rafaela là một loài ruồi trong họ Tachinidae.